# Zompantitlán
Zompantitlán är en ort i Mexiko.   Den ligger i kommunen José Joaquín de Herrera och delstaten Guerrero, i den sydöstra delen av landet, 220 km söder om huvudstaden Mexico City. Zompantitlán ligger 1 764 meter över havet och antalet invånare är 147.
Terrängen runt Zompantitlán är huvudsakligen kuperad, men söderut är den bergig. Runt Zompantitlán är det ganska glesbefolkat, med 39 invånare per kvadratkilometer. Närmaste större samhälle är Acatepec, 19,0 km sydost om Zompantitlán. I omgivningarna runt Zompantitlán växer huvudsakligen savannskog.